# Haydée Santamaría Cuadrado
Haydée Santamaría Cuadrado, coneguda amb el nom de guerra Yeyé, (Encrucijada, 30 de desembre de 1922 - L'Havana, 28 de juliol de 1980) fou una guerrillera i política revolucionària cubana, participant de l'assalt a la caserna Moncada el 1953 i fundadora del Moviment 26 de juliol. Després del triomf de la Revolució cubana fou fundadora del Partit Unit de la Revolució Socialista de Cuba i, posteriorment, del Partit Comunista de Cuba.

## Biografia
Nascuda el 30 de desembre de 1923 a Encrucijada, municipi de la província de Villa Clara a Cuba, fou germana d'Abel Santamaría, un dels revolucionaris capturats per l'exèrcit de Fulgencio Batista després de l'assalt al Moncada, el qual fou torturat i posteriorment assassinat. Després de la mort d'Abel, va escriure una carta als seus pares en què feia referència als somnis rebels del seu germà i del significat de Fidel Castro pel moviment revolucionari. Fou una de les encarregades de treure clandestinament de la presó i recompondre, per diverses vies, el famós al·legat de Fidel Castro en el judici conegut popularment com "La historia me absolverá".
La Càtedra de Formació Política Ernesto "Che" Guevara reprodueix aquestes cartes de Haydée per constituir documents històrics molt importants sobre la Revolució cubana. En segon lloc, perquè ajuden a conèixer la personalitat de Haydée Santamaría i a comprendre el seu paper central i el d'altres dones en la lluita revolucionària llatinoamericana.